# 奥村光一
奥村 光一（おくむら こういち、1999年12月24日 - ）は、静岡県清水市（現：静岡市清水区）出身のプロ野球選手（外野手）。右投右打。埼玉西武ライオンズ所属。

## 経歴

### プロ入り前
静岡市清水区に生まれる。静岡市立清水船越小学校2年生のときに野球を始める。
中等部を経て東海大学付属静岡翔洋高等学校に進学し、3年生時には主軸を務めた。しかし、進学した東海大学ではほとんど試合に出られず、3年時には指導者から野球を断念して就職活動すべきと告げられてしまった。

### BC・群馬時代
野球選手を続行する道を選び、ベースボール・チャレンジ・リーグ（ルートインBCリーグ）の群馬ダイヤモンドペガサスのトライアウトを受験。2021年2月に練習生として群馬に入団した。開幕時点では練習生だったが、5月15日に契約選手に移行した。群馬に入団した一方で東海大学には引き続き在学しており、リモートで受講もしていたという。1年目の2021年は40試合に出場し、打率.372（164打数61安打）、3本塁打で地区首位打者を獲得した。
2年目の2022年は背番号を初年度の55から6に変更する。同年は61試合で打率.339、4本塁打、31盗塁を記録し、特に盗塁は前年の12から急増してリーグ4位だった。この年はNPB2球団から調査書が届き、秋に行われた埼玉西武ライオンズの入団テストにも参加したが、NPBドラフト会議では同僚の西濱勇星がオリックス・バファローズから育成指名される一方で、奥村は指名漏れとなった。
2023年は、93kgあった体重を10kg減量する肉体改造を行うことで体のキレが増し、持ち前のスピードを更に高めた。結果、33盗塁を記録して北地区の最多盗塁のタイトルを獲得した。リーグのベストナイン（外野手）にも選出された。秋に行われた埼玉西武ライオンズの入団テストに2年連続で参加すると、参加者全体で1位の走力を示し、10月26日のNPBドラフト会議で、西武から育成選手枠6巡目で指名を受けた。11月17日、支度金350万円、年俸400万円で入団に合意した（金額は推定）。背番号は132。

### 西武時代
2024年は、6月までにイースタン・リーグで打率.219、6盗塁（1盗塁死）を記録し、6月9日に支配下選手登録されることが発表され、背番号は75となった。同日、出場選手登録され、阪神タイガース戦にて1番・中堅手としてスタメン起用された。6月26日に登録を抹消され、7月17日に一軍に昇格し、その日のオリックス・バファローズ戦でプロ初打点を記録し、ヒーローインタビューに選ばれた。

## 選手としての特徴
50メートル5秒8の俊足が持ち味。

## 人物
ウエイトトレーニングを趣味としており、特に太腿の筋肉に自信を持っている。
ロナルド・アクーニャ・ジュニアにちなみ「オクーニャ」というニックネームを自ら提案している。

## 詳細情報

### 年度別打撃成績
| 年 度     | 球 団     | 試 合 | 打 席 | 打 数 | 得 点 | 安 打 | 二 塁 打 | 三 塁 打 | 本 塁 打 | 塁 打 | 打 点 | 盗 塁 | 盗 塁 死 | 犠 打 | 犠 飛 | 四 球 | 敬 遠 | 死 球 | 三 振 | 併 殺 打 | 打 率 | 出 塁 率 | 長 打 率 | O P S |
| --------- | --------- | ----- | ----- | ----- | ----- | ----- | -------- | -------- | -------- | ----- | ----- | ----- | -------- | ----- | ----- | ----- | ----- | ----- | ----- | -------- | ----- | -------- | -------- | ----- |
| 2024      | 西武      | 45    | 84    | 79    | 3     | 14    | 2        | 0        | 0        | 16    | 3     | 2     | 3        | 1     | 0     | 2     | 0     | 2     | 12    | 1        | .177  | .217     | .203     | .419  |
| 通算：1年 | 通算：1年 | 45    | 84    | 79    | 3     | 14    | 2        | 0        | 0        | 16    | 3     | 2     | 3        | 1     | 0     | 2     | 0     | 2     | 12    | 1        | .177  | .217     | .203     | .419  |

- 2024年度シーズン終了時

### 年度別守備成績
| 年 度 | 球 団 | 外野  | 外野  | 外野  | 外野  | 外野  | 外野     |
| 年 度 | 球 団 | 試 合 | 刺 殺 | 補 殺 | 失 策 | 併 殺 | 守 備 率 |
| ----- | ----- | ----- | ----- | ----- | ----- | ----- | -------- |
| 2024  | 西武  | 34    | 49    | 0     | 0     | 0     | 1.000    |
| 通算  | 通算  | 34    | 49    | 0     | 0     | 0     | 1.000    |

- 2024年度シーズン終了時

### 独立リーグでの打撃成績
出典は「一球速報.com」。
| 年 度     | 球 団     | 試 合 | 打 席 | 打 数 | 得 点 | 安 打 | 二 塁 打 | 三 塁 打 | 本 塁 打 | 塁 打 | 打 点 | 盗 塁 | 盗 塁 死 | 犠 打 | 犠 飛 | 四 球 | 敬 遠 | 死 球 | 三 振 | 併 殺 打 | 打 率 | 出 塁 率 | 長 打 率 | O P S |
| --------- | --------- | ----- | ----- | ----- | ----- | ----- | -------- | -------- | -------- | ----- | ----- | ----- | -------- | ----- | ----- | ----- | ----- | ----- | ----- | -------- | ----- | -------- | -------- | ----- |
| 2021      | 群馬      | 40    | 188   | 164   | 33    | 61    | 12       | 2        | 3        | 86    | 29    | 12    | 6        | 5     | 3     | 13    | -     | 3     | 16    | 3        | .372  | .421     | .607     | 1.058 |
| 2022      | 群馬      | 61    | 253   | 221   | 40    | 75    | 12       | 4        | 4        | 107   | 25    | 31    | 9        | 1     | 1     | 26    | -     | 4     | 25    | 2        | .339  | .417     | .484     | .901  |
| 2023      | 群馬      | 63    | 283   | 233   | 49    | 70    | 8        | 3        | 6        | 102   | 26    | 33    | 6        | 2     | 3     | 37    | -     | 8     | 35    | 4        | .300  | .409     | .438     | .837  |
| 通算：3年 | 通算：3年 | 164   | 724   | 618   | 122   | 206   | 32       | 9        | 13       | 295   | 80    | 76    | 21       | 8     | 7     | 76    | -     | 15    | 76    | 9        | .333  | .415     | .477     | .892  |

- 2024年シーズン終了時
- 各年度の太字はリーグ最高

### 記録

#### NPB
初記録
- 初出場・初先発出場：2024年6月9日、対阪神タイガース3回戦（阪神甲子園球場）、1番・中堅手で先発出場
- 初打席：同上、1回表に才木浩人から遊ゴロ
- 初安打：2024年6月14日、対横浜DeNAベイスターズ1回戦（ベルーナドーム）、5回裏に濵口遥大から中前安打
- 初盗塁：同上、5回裏に二盗（投手：濵口遥大、捕手：戸柱恭孝）[26]
- 初打点：2024年7月17日、対オリックス・バファローズ15回戦（ベルーナドーム）、6回裏に宮城大弥から左前適時安打

### 背番号
- 55（2021年）
- 6（2022年 - 2023年）
- 132（2024年 - 同年6月8日）
- 75（2024年6月9日 - ）